# Sybra pseudalternans
Sybra pseudalternans es una especie de escarabajo del género Sybra, familia Cerambycidae. Fue descrita científicamente por Breuning en 1939.
Habita en Indonesia. Esta especie mide 11,5-13,5 mm.